# Francesco Acquaroli
Francesco Acquaroli, né à Rome le 27 mars 1962, est un acteur italien actif au théâtre, au cinéma et à la télévision.

## Filmographie partielle
Cinéma
- 2012 : Diaz : un crime d'État de Daniele Vicari
- 2014 : L'Éveil d'Edoardo de Duccio Chiarini
- 2014 : J'arrête quand je veux (Smetto quando voglio) de Sydney Sibilia
- 2019 : Adults in the Room de Costa-Gavras
- 2020 : Gli anni più belli de Gabriele Muccino

Télévision
- 1997 : Le Rouge et le Noir
- 2017 :  Suburra (série télévisée) : "Le samouraï" (saisons 1 à 3 - 2017-2020)
- 2020 : Fargo (série télévisée) : Ebal Violante (saison 4)
- 2023 : Pêche interdite : Monti (7 épisodes)

## Théâtre
- La nave de Gabriele D'Annunzio, mise en scène d'Aldo Trionfo (1988-1989)
- Processo di Giordano Bruno de Mario Moretti, mise en scène de José Quaglio (1989-1990)
- Richard III de William Shakespeare, mise en scène de Gabriele Lavia (1989-1990)
- Comme il vous plaira de William Shakespeare, mise en scène de Marco Sciaccaluga (1990-1991)
- La locandiera de Carlo Goldoni, mise en scène d'Ennio Coltorti (1990-1991)
- Henri IV de Luigi Pirandello, mise en scène de Marco Sciaccaluga (1990-1991)
- Señora di Leñero, mise en scène de M. Gagliardo (1991-1992)
- Hamlet de William Shakespeare, mise en scène d'Elio De Capitani (1992-1995)
- La Mandragore de Nicolas Machiavel, mise en scène de Mario Missiroli (1995-1998)
- La governante de Vitaliano Brancati, mise en scène de Giorgio Albertazzi (1996-1997)
- Il caso Moro de Roberto Buffagni, mise en scène de Cristina Pezzoli (1997-1998)
- La Mégère apprivoisée de William Shakespeare, mise en scène de Gigi Dall'Aglio (1997-1998)
- Macbeth Clan d'Angelo Longoni, mise en scène de Angelo Longoni (1998-1999)
- Le Songe d'une nuit d'été de William Shakespeare, mise en scène de Francesco Brandi (2002-2003)
- Électre d'Euripide, mise en scène de Piero Maccarinelli (2002-2003)
- Ce que savait Maisie de Henry James, mise en scène de Luca Ronconi (2003-2004)
- Il giuocatore de Carlo Goldoni, mise en scène de Giuseppe Patroni Griffi (2004-2005)
- Le Monte-plats de Harold Pinter, mise en scène de Manfredi Rutelli (2004-2005)
- La tattica del gatto de Gianni Clementi, mise en scène de Valeria Talenti (2005-2006)
- Les Bas-fonds de Maxime Gorki, mise en scène de José Sanchis Sinisterra (2005-2006)
- Processo ebreo de Bernard-Marie Koltès, mise en scène de Alessio Pizzech (2005-2006)
- La Tempête de William Shakespeare, mise en scène de Tato Russo (2006-2007)
- Mele e negri de Tommaso Santi, mise en scène de Alessio Pizzech (2006-2007)
- Alias Godot de Brendan Gall, mise en scène de D. Ferry (2006-2007)
- Le Songe d'une nuit d'été de William Shakespeare, mise en scène de Walter Le Moli (2007-2008)
- Antigone de Sophocle, mise en scène de Walter Le Moli (2007-2008)
- Mightysociety4 d'Eric de Vroedt, mise en scène de Stefano Massini (2008-2009)
- Nemici di sangue d'Arkas, mise en scène de Dimitri Milopulos (2008-2009)
- Je suis le vent de Jon Fosse, mise en scène de R. Hodne (2010)
- Emilia Galotti de G. Lessing, mise en scène de Alessandro Berdini (2010)
- Rêve d'automne de Jon Fosse, mise en scène de A. Machìa (2009-2010)
- Senza incontrarsi mai de Peter Asmussen, mise en scène de S. Boberg (2009-2010)
- Feu Mathias Pascal de Luigi Pirandello, mise en scène de Tato Russo (2010-2011)
- Mobile Horror de J. Jokela, mise en scène de J. Jokela (2011-2012)
- Guerra de Lars Norén, mise en scène de M. Anaclerio (2012-2013)
- Harper Regan de Simon Stephens, mise en scène de Elio De Capitani (2015-2016)